# ترافيس لي (مهندس)
ترافيس لي (بالإنجليزية: Travis Lee)‏ هو مهندس أمريكي، ولد في 1983.